# Mohd Syazwan Zainon
Mohd Syazwan bin Zainon  (sinh ngày 13 tháng 11 năm 1989 ở Perlis) là cầu thủ bóng đá người Malaysia hiện đang chơi cho câu lạc bộ Kedah FA.
Vào tháng 9 năm 2016, Syazwan được triệu tập vào đội tuyển bóng đá quốc gia Malaysia tham dự hai trận đấu giao hữu với các đội Singapore và Afghanistan. Anh có trận đấu đầu tiên cho đội tuyển Malaysia với đối thủ Afghanistan vào ngày 11 tháng 10 năm 2016, trước khi anh rời sân và nhường chỗ cho Hadin Azman ở phút thứ 19.

## Sự nghiệp câu lạc bộ
Syazwan Zainon hiện tại chơi cho câu lạc bộ Kedah FA.

### Bàn thắng quốc tế
Số bàn thắng và kết quả của Malaysia được để trước.
| #  | Ngày                 | Địa điểm                                   | Đối thủ   | Bàn thắng | Kết quả | Giải đấu                 |
| -- | -------------------- | ------------------------------------------ | --------- | --------- | ------- | ------------------------ |
| 1. | 20 tháng 11 năm 2016 | Sân vận động Thuwunna, Yangon, Myanmar     | Campuchia | 1–1       | 3–2     | AFF Cup 2016             |
| 2. | 5 tháng 9 năm 2017   | Sân vận động Hang Jebat, Malacca, Malaysia | Hồng Kông | 1–1       | 1–1     | Vòng loại Asian Cup 2019 |

## Danh hiệu
Kedah FA
- Malaysia Cup: 2016